# 1509
Évszázadok: 15. század – 16. század – 17. század
Évtizedek: 1450-es évek – 1460-as évek – 1470-es évek – 1480-as évek – 1490-es évek – 1500-as évek – 1510-es évek – 1520-as évek – 1530-as évek – 1540-es évek – 1550-es évek
Évek: 1504 – 1505 – 1506 – 1507 –  1508 – 1509 – 1510 – 1511 – 1512 – 1513 – 1514

## Események
- Első török–portugál háború (1509) Indiában
- február 2. – A diui csata: a portugálok legyőzik a török flottát és az azt támogató indiaiakat és egyiptomiakat, valamint más hajókat. Portugál hódítás kezdete Indiában.
- április 21. – VIII. Henrik angol király megkoronázása.[1]
- április 27. – II. Gyula pápa kiközösíti Velencét.
- május 14. – Az agnadellói csata. A francia csapatok legyőzik a velencei sereget.[2]
- június 11. – VIII. Henrik angol király házassága Aragóniai Katalinnal.

## Születések
- május 3. – János, II. Ferdinánd aragóniai királynak és második feleségének, Foix Germána navarrai infánsnőnek az egyetlen gyermeke († 1509)
- július 10. – Kálvin János a kálvinizmus alapítója († 1564)
- Nicolas Bacon angol politikus († 1579)
- Jane Seymour VIII. Henrik angol király harmadik felesége († 1537)

## Halálozások
- április 21. – VII. Henrik angol király (* 1457)
- május 3. – János, II. Ferdinánd aragóniai királynak és második feleségének, Foix Germána navarrai infánsnőnek az egyetlen gyermeke (* 1509)
- június 29. – Margaret Beaufort, VII. Henrik angol király anyja (* 1443)